# Гарцитто, Диего
Диего Гарцитто (фр. Diego Garzitto; род. 19 января 1950, Лестицца, Италия) — итальянский и французский футболист и тренер.

## Карьера
Гарцитто родился в Италии, однако позднее переехал во Францию, где провёл всю свою карьеру. На его счету один сезон в Лиге 1, который футболист отыграл в «Аяччо». На профессиональном уровне защитник провёл почти 300 матчей в составе клуба «Луан-Кюизо». Именно в нём он начал тренерскую карьеру
После нескольких лет работы с коллективами из низших французских лиг, в 2001 году Гарцитто впервые оказался на африканском континенте. Некоторое время он руководил молодёжной сборной Эфиопии. Затем он возглавлял взрослые сборные Того и Эфиопии. Наибольших успехов специалист добился с конголезским «ТП Мазембе»: в 2009 году он победил с ним в африканской Лиге чемпионов. В 2015 году тренер дошел до полуфинала Лиги чемпионов с суданским клубом «Аль-Меррейх». В 2017—2018 годах Гарцитто был наставником ливийского «Аль-Иттихада».

## Достижения
- Победитель Лиги чемпионов КАФ (1): 2009.
- Обладатель Суперкубка КАФ (1): 2010.
- Чемпион Судана (1): 2015.
- Обладатель Кубка Судана (1): 2015.
- Обладатель Кубка Ливии (1): 2018.